# Gentilini (azienda)
Biscotti Gentilini è un'industria dolciaria fondata da Pietro Gentilini nel 1890, per produrre pane e biscotti.

## Storia
Nei primi anni del Novecento, soprattutto grazie al biscotto Osvego, il piccolo laboratorio artigianale conosce un periodo di espansione e nel 1906 si trasforma nella Fabbrica di Biscotti P. Gentilini di Via Alessandria, fondata nella nascente zona industriale della Roma del risorgimento economico.
Nel 1925 l'azienda deposita il proprio marchio, una rappresentazione futurista di una locomotiva fatta di biscotti.
Dagli anni 2000 la società organizza svariate mostre sui propri prodotti.
È oggi una delle aziende più note nel suo settore.
Con un pesce d'aprile giocato sui social network nel 2016 l'azienda aveva fatto temere la vendita del marchio negli USA, generando un grande risentimento degli appassionati consumatori. Il pesce d'aprile è stato poi svelato dalla stessa Gentilini.

## Prodotti più conosciuti
Biscotti: Novellini e Osvego. Fette biscottate, panettone e Colomba Sovrana.